# Won nord-coreà
El won nord-coreà (en coreà 조선민주주의인민공화국 원 Chosŏn Minjujuŭi Inmin Konghwaguk wŏn, és a dir, "won de la República Democràtica Popular de Corea"; o, simplement, 원 wŏn) és la moneda de Corea del Nord. El codi ISO 4217 és KPW i s'acostuma a abreujar ₩n, amb el símbol especial per al won, o bé Wn. Se subdivideix en 100 chŏn (전).

## Història
Es va adoptar el 1945, a l'acabament de la Segona Guerra Mundial, en substitució del ien coreà en termes paritaris (1=1). El 1959 fou revaluat a raó de 100 antics wons per un de nou. Des d'aleshores, el canvi del won nord-coreà per monedes fortes com el dòlar dels Estats Units o l'euro ha tingut unes grans variacions depenent de si es tenien en compte les taxes canviàries oficials o les del mercat negre de Corea del Nord, segons les quals el won nord-coreà segurament hauria encapçalat la llista de les monedes de valor més baix del món.
Per intentar posar fi a aquest desgavell i encarar la inflació galopant dels últims temps, el novembre del 2009 el won fou objecte d'una nova revaluació, també a raó de 100 dels antics per un de nou. Aquesta mesura es va revelar un autèntic fracàs econòmic i social, i el cap del departament de Planificació i Finances, Pak Nam-gi, responsable del canvi monetari, fou executat el març del 2010.

## Monedes i bitllets
Emès pel Banc Central de la República Popular Democràtica de Corea (은행중앙 조선민주주의인민공화국 Chungang Ŭnhaeng Chosŏn Minjujuŭi Inmin Konghwaguk), en circulen monedes d'1, 5, 10 i 50 chŏn i d'1 won, i bitllets de 5, 10, 50, 100, 200, 500, 1.000, 2.000 i 5.000 wons.

## Taxes de canvi
- 1 EUR = 193,550 KPW (19 d'abril del 2010)
- 1 USD = 143,079 KPW (19 d'abril del 2010)